# Agapostemon

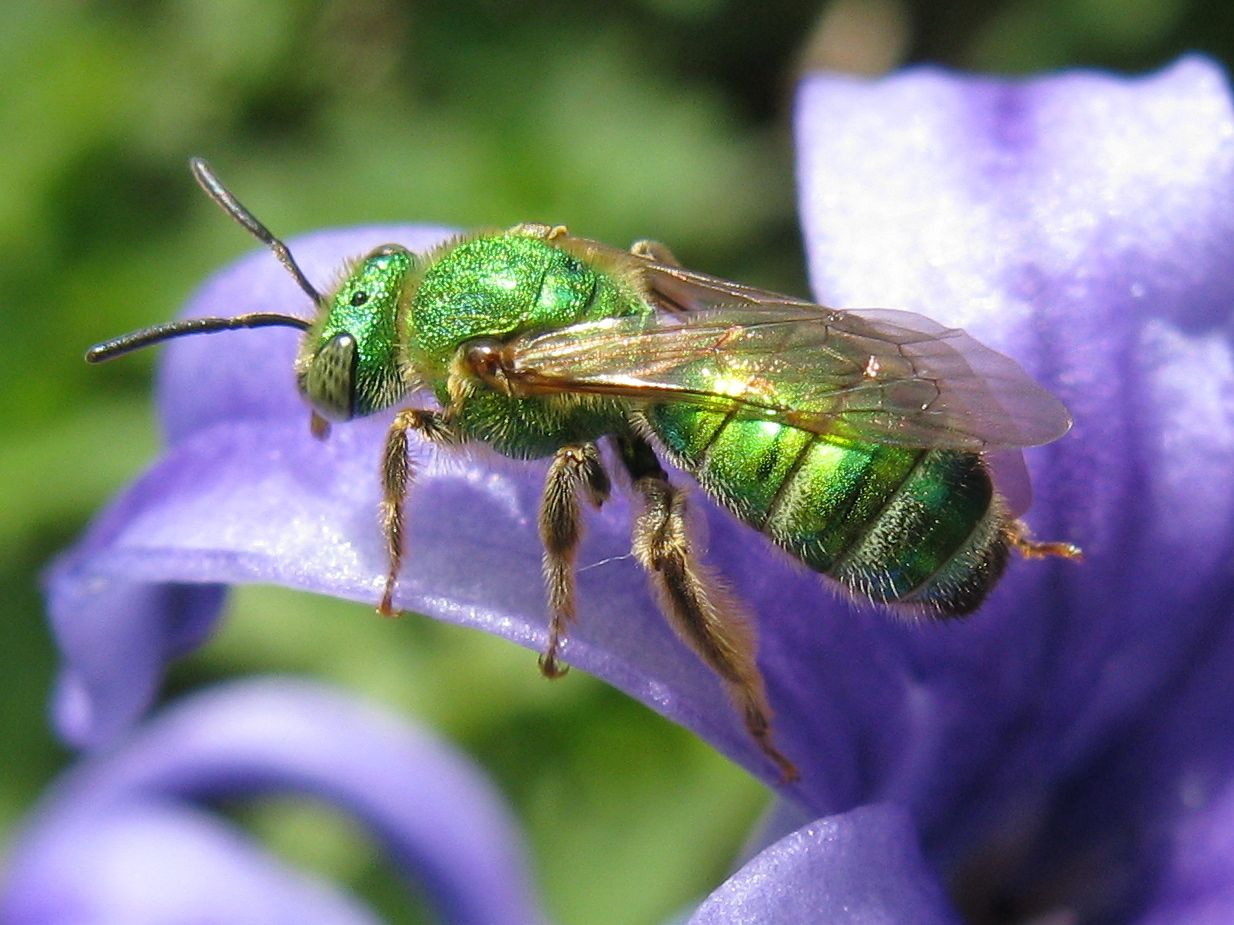
Agapostemon sp.

Agapostemon (лат.) — род одиночных пчёл подсемейства Halictinae из семейства Halictidae. Около 40 видов.

## Распространение
Северная Америка, Южная Америка: от Канады на севере до Аргентины на юге.

## Описание
Мелкие яркоокрашенные пчёлы, длина тела около 1 см. От близких групп пчёл отличается по следующим признакам: проподеум с задней поверхностью, окруженной приподнятым ободком или килем; самцы с черно-желтой полосатым брюшком. Другие металлически-зелёные роды Halictinae, такие как Augochloropsis (триба Augochlorini), могут иметь пару боковых килей, но они хорошо разделены дорсально и никогда не образуют полный киль, как у Agapostemon. Самки могут быть дополнительно распознаны по наличию задних голенных шпор с широкими зубцами. Самцов Agapostemon можно узнать по черно-желтой полосатой метасоме, а не металлически-зеленой, и по тому, что базитарзус сросся со следующим тарзальным сегментом. Слабоопушенные осовидные насекомые, тело почти голое, металлически блестящее, голубовато-зелёное.

## Классификация
Около 40 видов. Род был впервые описан в качестве подрода Andrena (Agapostemon) с типовым видом Apis femoralis Guérin-Méneville, 1844, как монотипический.
- Agapostemon aenigma Roberts, 1972[3]
- Agapostemon alayoi Roberts, 1972
- Agapostemon angelicus Cockerell, 1924
- Agapostemon ascius Roberts, 1972
- Agapostemon atrocaeruleus Friese, 1917
- Agapostemon boliviensis Roberts, 1972
- Agapostemon centratus (Vachal, 1903)
- Agapostemon chapadensis Cockerell, 1900
- Agapostemon chiriquiensis (Vachal, 1903)
- Agapostemon coloradinus (Vachal, 1903)
- Agapostemon columbi Roberts, 1972
- Agapostemon cubensis Roberts, 1972
- Agapostemon cyaneus Roberts, 1972
- Agapostemon erebus Roberts, 1972
- Agapostemon femoralis (Guérin-Méneville, 1844)
- Agapostemon femoratus Crawford, 1901
- Agapostemon heterurus Cockerell, 1917
- Agapostemon inca Roberts, 1972
- Agapostemon insularis Roberts, 1972
- Agapostemon intermedius Roberts, 1972
- Agapostemon jamaicensis Roberts, 1972
- Agapostemon kohliellus (Vachal, 1903)
- Agapostemon krugii Wolcott, 1936
- Agapostemon lanosus Roberts, 1972[3]
- Agapostemon leunculus Vachal, 1903
- Agapostemon melliventris Cresson, 1874
- Agapostemon mexicanus Roberts, 1972
- Agapostemon mourei Roberts, 1972
- Agapostemon nasutus Smith, 1853
- Agapostemon obliquus (Provancher, 1888)
- Agapostemon obscuratus Cresson, 1869
- Agapostemon ochromops Roberts, 1972
- Agapostemon peninsularis Roberts, 1972
- Agapostemon poeyi (Lucas, 1856)
- Agapostemon rhopalocerus Smith, 1853
- Agapostemon sapphirinus Roberts, 1972[3]
- Agapostemon semimelleus Cockerell, 1900
- Agapostemon sericeus (Förster, 1771)
- Agapostemon splendens (Lepeletier, 1841)
- Agapostemon swainsonae Cockerell, 1910
- Agapostemon texanus Cresson, 1872
- Agapostemon tyleri Cockerell, 1917
- Agapostemon viequesensis Cockerell, 1918
- Agapostemon virescens (Fabricius, 1775)
- Agapostemon viridulus (Fabricius, 1793)